# Chevroderma vityazi
Chevroderma vityazi is een schildvoetigensoort uit de familie van de Prochaetodermatidae. De wetenschappelijke naam van de soort is voor het eerst geldig gepubliceerd in 2002 door Ivanov & Scheltema.